# Soldaat van Oranje (soundtrack)
Soldaat van Oranje is de originele soundtrack, gecomponeerd en gedirigeerd door Rogier van Otterloo voor de film Soldaat van Oranje uit 1977 van Paul Verhoeven. Het album werd uitgebracht in 1977 door Polydor.
De muziek werd uitgevoerd door het orkest van Rogier van Otterloo en opgenomen in augustus 1977 in de CTS Studios in Londen door geluidstechnicus Dick Lewzey en John Richards. De muziek werd gemixt in de Dureco Studio in Weesp door Dick Bakker.

## Tracklijst
| 1.                 | Soldaat van Oranje                        | 1:46 |
| 2.                 | Robbie is fout                            | 1:45 |
| 3.                 | Esther                                    | 3:51 |
| 4.                 | Een dubbeltje om te bellen                | 2:18 |
| 5.                 | Ze hebben m'n vriend kapot geschoten      | 3:01 |
| 6.                 | Uitgespeeld door de vijand                | 1:07 |
| 7.                 | Engelandvaarders hebben een streepje voor | 1:37 |
| 8.                 | De Waalsdorpervlakte                      | 5:09 |
| 9.                 | Oh my heroes                              | 3:11 |
| 10.                | De verrader heet Van der Zanden           | 0:53 |
| 11.                | Ik gooi heel Duitsland plat               | 1:47 |
| 12.                | Het tarief voor verraad is een tientje    | 3:03 |
| 13.                | Nederland kan trots zijn op zijn leger    | 2:52 |
| 14.                | Soldaat van Oranje                        | 1:44 |
| Totale duur: 34:04 |                                           |      |

## Hitnoteringen

### NPO Klassiek Filmmuziek Top 200
| Soldaat van Oranje in de NPO Klassiek Filmmuziek Top 200 | Soldaat van Oranje in de NPO Klassiek Filmmuziek Top 200 | Soldaat van Oranje in de NPO Klassiek Filmmuziek Top 200 | Soldaat van Oranje in de NPO Klassiek Filmmuziek Top 200 | Soldaat van Oranje in de NPO Klassiek Filmmuziek Top 200 | Soldaat van Oranje in de NPO Klassiek Filmmuziek Top 200 | Soldaat van Oranje in de NPO Klassiek Filmmuziek Top 200 | Soldaat van Oranje in de NPO Klassiek Filmmuziek Top 200 | Soldaat van Oranje in de NPO Klassiek Filmmuziek Top 200 | Soldaat van Oranje in de NPO Klassiek Filmmuziek Top 200 | Soldaat van Oranje in de NPO Klassiek Filmmuziek Top 200 |
| Jaar                                                     | 2016                                                     | 2017                                                     | 2018                                                     | 2019                                                     | 2020                                                     | 2021                                                     | 2022                                                     | 2023                                                     | 2024                                                     | 2025                                                     |
| -------------------------------------------------------- | -------------------------------------------------------- | -------------------------------------------------------- | -------------------------------------------------------- | -------------------------------------------------------- | -------------------------------------------------------- | -------------------------------------------------------- | -------------------------------------------------------- | -------------------------------------------------------- | -------------------------------------------------------- | -------------------------------------------------------- |
| Positie                                                  | 12                                                       | 8                                                        | 6                                                        | 6                                                        | 6                                                        | 6                                                        | 7                                                        | 4                                                        | 3                                                        | 5                                                        |